# Джонсон, Карлос
Карлос Франсиско Джонсон Карпио (исп. Carlos Francisco Johnson Carpio родился 10 июля 1984, Картагосе, Коста-Рика) — коста-риканский футболист, защитник.

## Биография
Воспитанник клуба «Картахинес». Именно в нём защитник начинал свою карьеру. В 2008 году Джонсон провел один сезон в «Брюне», после чего он уехал в MLS. Там костариканец играл за «Нью-Йорк Ред Буллз». В 2010 году защитник стал чемпионом Колумбии в составе «Онсе Кальдаса». Через год Джонсон вернулся в родной «Картахинес».

## Сборная
В 2001 году в составе юношеской сборной Коста-Рики защитник принимал участие в Чемпионате мира среди юношеских команд в Тринидаде и Тобаго. За национальную сборную страны он провел 14 игр. В 2013 году Джонсон в её составе принял участие в Золотого кубка КОНКАКАФ в США.

## Достижения
- Чемпион Колумбии: 2010